# Hydrocotyle pilosa
Hydrocotyle pilosa är en växtart i släktet Hydrocotyle och familjen araliaväxter.
Arten förekommer i Uruguay. Den beskrevs av Dámaso Antonio Larrañaga 1923. Dess status som giltig art är oklar.